# Kubareve, Putîvl
Kubareve (în ucraineană Кубареве) este un sat în comuna Volokîtîne din raionul Putîvl, regiunea Sumî, Ucraina.

## Demografie
Componența lingvistică a localității Kubareve
     Ucraineană (86,9%)
     Rusă (13,1%)
Conform recensământului din 2001, majoritatea populației localității Kubareve era vorbitoare de ucraineană (86,9%), existând în minoritate și vorbitori de rusă (13,1%).